# Султанов, Эльнур Ихтияр оглы
Эльнур Ихтияр оглы Султанов (азерб. Elnur İxtiyar oğlu Sultanov; род. 26 апреля 1978, Баку) — азербайджанский дипломат. Посол Азербайджана в Латвии.

## Биография
Родился 26 апреля 1978 года в г. Баку. В 1998 году окончил с отличием Бакинский институт социального управления и политологии, факультет международных отношений. В 2000 году получил степень магистра того же университета.
С 1996 по 1998 год работал в отделе международного сотрудничества Министерства культуры Азербайджана.
С 1998 по 2000 год являлся атташе департамента Европы, США и Канады МИД Азербайджана.
С 2000 по 2004 год являлся третьим, вторым, первым секретарём постоянного представительства Азербайджана в Совете Европы (Страсбург).
С 2004 по 2006 год являлся первым секретарём, главой отдела, с 2010 по 2011 год — заместителем директора департамента прав человека, демократизации и гуманитарных вопросов МИД Азербайджана.
С 2006 по 2010 год являлся советником посольства Азербайджана в России.
С 2011 по 2012 год являлся советником посольства Азербайджана в США.
10 февраля 2012 года присвоен ранг чрезвычайного и полномочного посла.
Посол Азербайджана в Бразилии (10 февраля 2012 — 15 декабря 2016). Одновременно являлся послом Азербайджана в Гайане (23 мая 2014 — 15 декабря 2016), Суринаме (23 мая 2014 — 15 декабря 2016), Эквадоре (23 мая 2014 — 15 декабря 2016) и Тринидаде и Тобаго (23 февраля 2015 — 15 декабря 2016).
С 2017 по 2021 год являлся послом по особым поручениям, генеральным секретарём национальной комиссии Азербайджана по ЮНЕСКО МИД Азербайджана.
Посол Азербайджана в Латвии (с 26 июля 2021).
Владеет английским, турецким, русским, португальским языками.

## Награды
- Орден «За службу Отечеству» III степени (9 июля 2019 года) — за плодотворную деятельность в органах дипломатической службы Азербайджанской Республики[4]